# Tonlin Plaza
La Tonlin Plaza (en chino: 統領廣場, romanizado: Tǒnglǐng guǎngchǎng) es un centro comercial en el distrito de Taoyuan, Taoyuan, Taiwán, que abrió sus puertas en 1995.

## Historia
- En 1982, se estableció Tonlin Department Store Co., Ltd.
- En 1984, se abrieron los grandes almacenes Tonlin en Taipéi.
- En 1994, las acciones de la empresa se cotizaron en bolsa y se convirtió en una empresa que cotiza en bolsa.
- En 1995, los grandes almacenes Tonlin abrieron su sucursal en Taoyuan.
- En 1999, la tienda de Taipéi cerró.
- El 6 de febrero de 2017, la tienda Taoyuan de los grandes almacenes Tonlin se cerró temporalmente y todo el edificio se renovó y remodeló.
- El 15 de septiembre de 2018, la tienda Taoyuan de Tonlin Department Store pasó a llamarse 'Tonlin Plaza y comenzó la operación de prueba. Se inauguró oficialmente el 3 de octubre del mismo año.[3]

## Instalaciones
La superficie total del edificio es de unos 40,000 m² (incluida la plaza de aparcamiento). Está muy cerca de la estación de tren de Taoyuan. Dado que todavía hay otros dos grandes almacenes en el área, el Far Eastern Department Store Taoyuan Store y el Shin Kong Mitsukoshi Taoyuan Station Store frente a los otros dos grandes almacenes, la competencia en la misma industria es feroz. Por lo tanto, en febrero de 2017, se gastaron NT $ 1 mil millones para renovar el edificio y convertirlo en el único centro comercial de construcción ecológica en la ciudad de Taoyuan con un diseño exterior que sigue el estilo japonés Omotesandō. En octubre de 2018, Tonlin Department Store Taoyuan reabrió con el nombre de Tonlin Plaza, aumentando la proporción de la industria de la restauración al 40% e introduciendo tiendas especializadas a gran escala como cines y librerías, y también reservó un área de 200 m para la celebración de exposiciones de arte.